# 2010年京藏高速公路严重交通堵塞
2010年京藏高速公路严重交通堵塞是2010年在京藏高速公路内蒙古段、河北段上发生的严重交通堵塞事件。该次堵车时长惊人，引起了中国及世界各主要媒体的广泛关注。

## 第一次交通堵塞
2010年7月底开始，由于北京市交通管理局为了对110国道新线昌平与延庆交界处附近进行大修，采取了限行措施，导致京藏高速公路拥堵。8月23日起，该次大修正式开始，分为两期，总工期预计25天，至9月16日结束。
7月28日以来，由于110国道上述限行措施，致使京新高速河北段21公里路段发生饱和，京藏高速怀安段每日有近2500台车辆滞留于张家口辖区路段，车辆分流至110国道也造成该国道交通严重拥堵。

8月22日，在中华人民共和国公安部的协调指导下，“截至8月22日20时，京藏高速公路内蒙古、河北段车辆已正常通行，滞留车辆疏导完毕；110国道延庆段通行情况正常。”
据记者了解，8月22日京藏高速公路内蒙古段、河北段车辆正常通行，滞留车辆疏导完毕后，110国道又报已经堵车3天。世界各主要媒体对此议论纷纷。

## 第二次交通堵塞
从2010年8月31日起，刚刚部分疏通的京藏高速公路又开始出现严重交通堵塞。交通堵塞源头地为内蒙古自治区鄂尔多斯至集宁南路段。交通堵塞的直接原因是大货车停车后启动速度慢，兼有许多大货车司机在交通堵塞期间睡着了。此次交通堵塞至9月4日方明显缓解。
各地各方面人士对交通堵塞原因说法不一，有的认为是京藏高速公路张家口段（又称京张高速公路）设计有问题，也有的认为是河北省对过境运煤车辆截留罚款而人为造成，还有的认为是各地及各部门之间协调不力，加之货运压力过大而造成。中华人民共和国交通运输部部长李盛霖对京藏高速堵车进行了专题调研，并表示将尽快修建110国道辅线，且支持河北省修建张涿高速公路。